# Derek Sikua

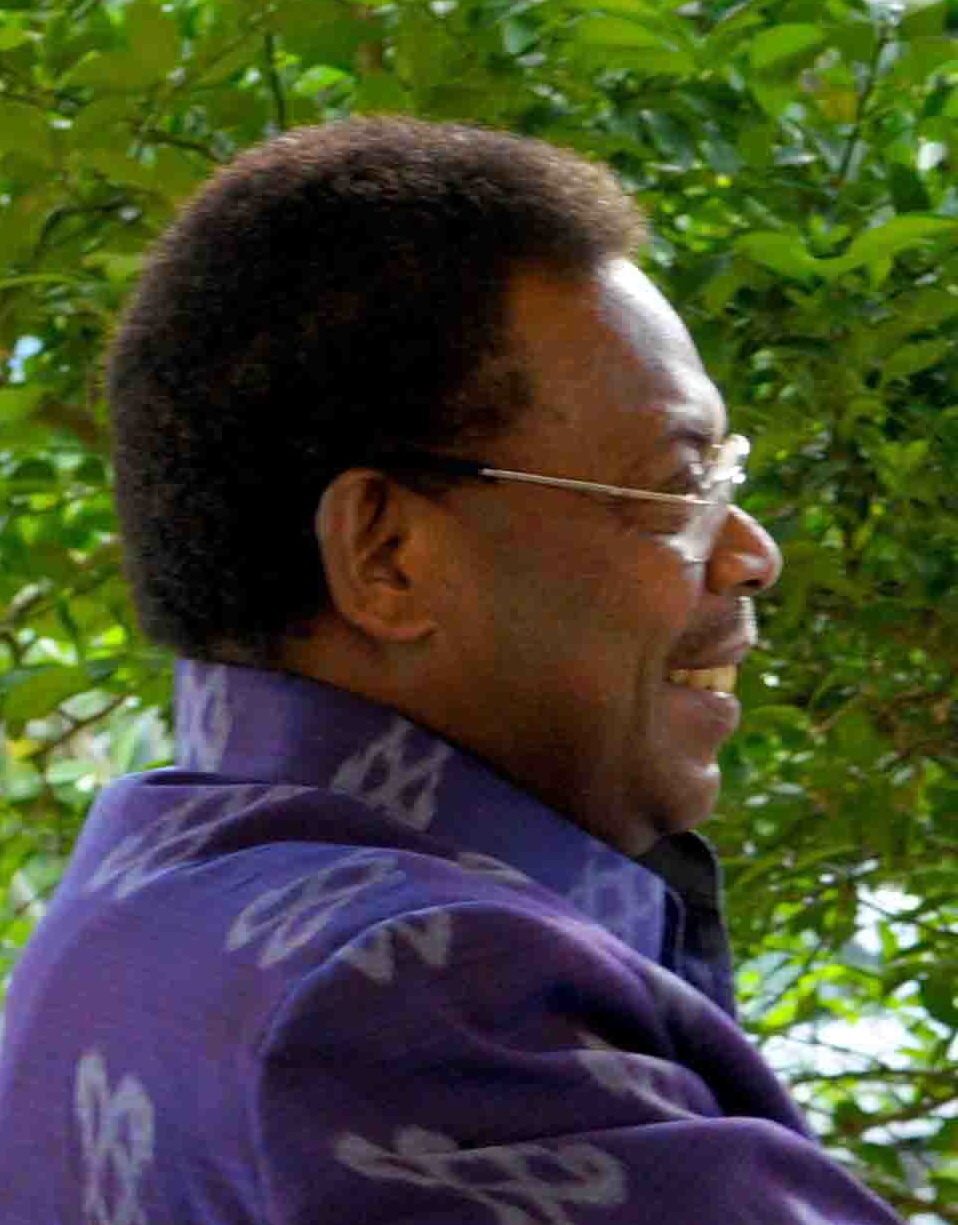
Derek Sikua

David Derek Sikua (* 10. September 1959 in Ngalitavethi, Provinz Guadalcanal) ist ein salomonischer Politiker.

## Karriere
Derek Sikua war von 1993 bis 2005 in verschiedenen Ministerien tätig. Im Jahr 2006 wurde er ins Parlament gewählt, im Mai desselben Jahres wurde er Minister für Bildung unter Manasseh Sogavare. Vom 20. Dezember 2007 bis 25. August 2010 war er selbst Ministerpräsident der Salomonen.